# لبنان في الألعاب الأولمبية الصيفية 1980

شعار الدورة الأولمبية لسنة 1980 في موسكو.

[[ملف:الألعاب الأولمبية الصيفية 1980.jpg

## تقديم عام حول دورة 1980
أقيمت دورة ألعاب الأولمبية الصيفية لسنة 1980 هي الدورة الثانية والعشرين في لألعاب الأولمبياد في العصر الحديث وعقدت في موسكو للمرة الأولى في الاتحاد السوفياتي من 19 يوليو إلى 3 أغسطس 1980.
دورة ألعاب الأولمبية الصيفية لسنة 1980 هي الدورة الثانية والعشرين لألعاب الأولمبياد. وعقدت في موسكو للمرة الأولى في الاتحاد السوفياتي، دارت منافساتها من 19 يوليو إلى 3 أغسطس 1980.
هذه الألعاب اتسمت بمقاطعتها من بعض الدول في إطار الحرب البلردة بزعامة الولايات المتحدة بعد التدخل السوفييتي في أفغانستان لدعم حكومة اشتراكية عام 1979. 
تنافست 80 دولة و 1795 رياضيا. أي امرأة في كل 115 مشاركة. وكان عدد المتباريات 203. شاركن في منافسات الألعاب الأولمبية لسنة 1980, في برنامج ضم 21 رياضة تنافسية. عرفت ذلك الحدث الرياضي تحطيم حوالي 36 رقما قياسيا عالميا.

## المشاركة اللبنانية
تنافس لبنان في الألعاب الأولمبية الصيفية لعام 1980 في موسكو ، الاتحاد السوفيتي. شارك لبنان ب15 منافسًا، جميعهم رجال، في 8 رياضات أولمبية.
تم الاعتراف باللجنة الأولمبية اللبنانية من قبل اللجنة الأولمبية الدولية في 31 ديسمبر 1947،  وأرسل اللبنانيون وفودًا إلى معظم الألعاب الأولمبية الصيفية والألعاب الأولمبية الشتوية منذ ذلك الحين، ولم يشاركوا في الألعاب الأولمبية الصيفية لمرة واحدة فقط في عام 1956 ولم يشارك في الأولمبياد الشتوية في عامي 1994 و 1998.

## المشاركون اللبنانيون
- 100 متر رجال :رولان داغر
- 200 متر رجال :رولان داغر
- ماراثون الرجال :نبيل شويري

...
...

## الميداليات اللبنانية
فاز المتباري اللبناني حسن بشارة بالميدالية البرونزية، عن رياضة المصارعة اليونانية/الرومانية، فئة الوزن الثقيل-رجال.
وبذلك يكون حسن علي بشارة 4 لبناني يحصل على مدالية أولمبية في تاريخ ألعاب القوى اللبنانية، وذلك بعد زكريا شهاب وخليل طه ومحمد طرابلسي.
وحسن بشارة هو مصارع مختص في المصارعة اليونانية الرومانية ولد في يوم 17 آذار 1945 في مدينة بيروت العاصمة اللبنانية، سجل ميدالية في أرشيف لبنان الأولمبي في دورة موسكو سنة 1980 عن عمر ال35 سنة، حالياً يشغل عضو في الاتحاد العربي للمصارعة.